# Phillip Gibbons
Phillip Baldwin Gibbons ist ein US-amerikanischer Informatiker und Hochschullehrer an der Carnegie Mellon University.
Gibbons studierte 1979 bis 1983 Mathematik am Dartmouth College und wurde 1989 an der University of California, Berkeley, bei Richard M. Karp in Informatik promoviert. 1990 bis 1996 forschte er an den ATT Bell Laboratories, danach an deren Nachfolger Lucent Bell Laboratories und 2001 bis 2011 bei Intel Research in Pittsburgh. 2011 bis 2015 war er Ko-Direktor des Intel Science and Technology Center for Cloud Computing, ein Gemeinschaftsprojekt von Intel, der Carnegie Mellon University, Georgia Tech, der University of Washington und den Universitäten von Berkeley und Princeton. Ab 2015 war er Professor an der Carnegie Mellon University, an der er ab 2000 schon Adjunct Associate Professor und ab 2003 Adjunct Professor war.
Er befasst sich mit Cloud Computing, Parallelrechnen (Parlay, Hi-Spade, Log-basierte Architekturen (LBA) auf Multikernprozessorsystemen), Big Data (zum Beispiel Aqua, Approximate Query Answering), Datenbanken, Sensor-Netzwerken (IrisNet), Claytronics, verteilten Systemen (zum Beispiel Sybil Defenses um den Einfluss schädlicher Nutzer zu begrenzen) und Computerarchitektur. Forschungsprojekte in jüngerer Zeit umfassen Algorithmen für schreibintensive Speichersysteme (asymmetrische Speicher), Maschinenlernen in großem Maßstab und Cloud Computing für Videoanalyse.
2006 wurde er Fellow der Association for Computing Machinery und 2014 des IEEE. 2019 war er einer der Empfänger des Paris-Kanellakis-Preises.

## Schriften (Auswahl)
- mit K. Gharachorloo, J. Hennessy u. a.: Memory consistency and event ordering in scalable shared-memory multiprocessors, ACM SIGARCH Computer Architecture News, Band 18, 1990, S. 15–26
- mit Y. Matias: New sampling-based summary statistics for improving approximate query answers, Proceedings of the 1998 ACM SIGMOD international conference on Management of data, S. 331–342
- mit S. Papadimitriou u. a.: Loci: Fast outlier detection using the local correlation integral, Proceedings 19th international conference on data engineering, 2003, S. 315–326
- mit B. Karp, Y. Ke, S. Nath, S. Seshan: Irisnet: An architecture for a worldwide sensor web, IEEE Pervasive Computing, Band 2, 2003, S. 22–33
- mit A. Manjhi, S. Nath: Tributaries and deltas: Efficient and robust aggregation in sensor network streams, Proceedings of the 2005 ACM SIGMOD International Conference on Management of data, S. 287–298
- mit H. Yu, M. Kaminsky, A. Flaxman: Sybilguard: defending against sybil attacks via social networks, Proceedings of the 2006 Conference on Applications, Technologies, Architectures and Protocols for Computer Communications, 267–278
- mit H. Yu u. a.: Sybillimit: A near-optimal social network defense against sybil attacks, 2008 IEEE Symposium on Security and Privacy, S. 3–17
- mit S. Nath, Z. Anderson u. a.: Synopsis diffusion for robust aggregation in sensor networks, ACM Transactions on Sensor Networks (TOSN), Band 4, 2008, S. 1–40
- mit H. Yu, M. Kaminsky, A. D. Flaxman: Sybilguard: defending against sybil attacks via social networks, IEEE/ACM Transactions on Networking, Band 16, 2008, S. 576–589